# Цимлянское городское поселение
Цимлянское городское поселение — муниципальное образование в Цимлянском районе Ростовской области. 
Административный центр поселения — город Цимлянск.

## Административное устройство
В состав Цимлянского городского поселения входит 1 населённый пункт:
- город Цимлянск.

## Население
| 2009    | 2010    | 2012    | 2013    | 2014    | 2015    | 2016    |
| ------- | ------- | ------- | ------- | ------- | ------- | ------- |
| 14 793  | ↗15 028 | ↘14 807 | ↘14 778 | ↘14 761 | ↘14 622 | ↗14 643 |
| 2017    | 2018    | 2019    | 2020    | 2021    |         |         |
| ↘14 558 | ↘14 528 | ↘14 421 | ↗14 432 | ↗14 731 |         |         |

## Достопримечательности
- Свято-Никольский храм.  В 1839 году в городе построен каменный трехпрестольный храм, посвященный Николаю Чудотворцу. После затопления ложа Цимлянского водохранилища здание храма было взорвано.

В 1992 году для строительства нового храма был выделен участок площадью 0,4 га в центре города Цимлянска.  В 1994 году на месте будущего храма  установлен памятный крест. Строительство храма началось в 1996 году. Освещение храма состоялось в день престольного праздника Святителя Николая 19 декабря 2000 года.
- Церковь Николая Мирликийского.
- Цимлянская ГЭС. Построена в 1949—1954 годах в основном заключёнными лагерей ГУЛага. Одна из «великих строек коммунизма», обеспечивает крупнотоннажное судоходство на нижнем Дону. Способствует орошению засушливых земель области,  защиту от наводнений и выработку электроэнергии.
- Шлюз № 14 Цимлянского гидроузла расположен между Волгодонском и Цимлянском. Перед шлюзом сооружен монумент в честь соединения пяти морей со скульптурами носовых частей кораблей.
- Аллея героев Цимлы (2006). На аллее установлено 11 бюстов Героев Советского Союза или полных кавалеров ордена Славы (Алексей Пудович Солод). Скульптур  — член Союза художников России Егор Егорович Дердиященко.
- Приморский парк.
- Здание с колоннами санатория Цимлянский.
- Обелиск строителям Цимлянского гидроузла[13].
- Ротонда на берегу Цимлы.
- Памятник Воинам освободителям.
- Памятник В. И. Ленину.
- Памятник поэту Фролову В. И.
- Монумент строителям Волго-Дона.[14]

## Фотогалерея
- Ротонда в Приморском парке Цимлянска
- Аллея героев Цимлы
- Исторический центр Цимлянска − Приморский парк